# MAR-1

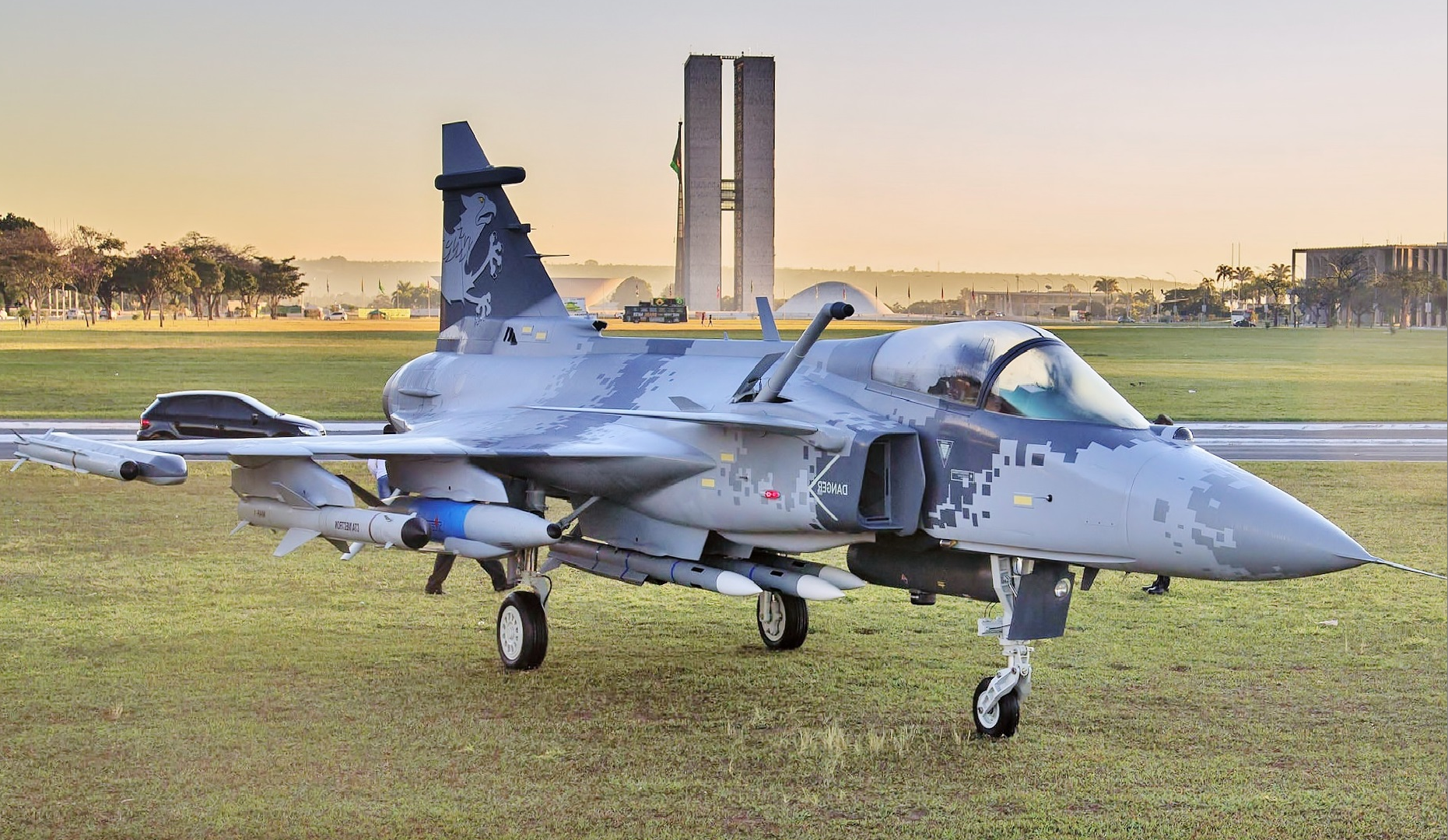
MAR-1 cargado en un soporte alar del mokup del Gripen NG

El MAR-1 es un misil brasilero tipo aire-tierra táctico antirradiación de alcance medio con guía de radar pasivo con múltiples opciones de banda para atacar sistemas de defensa antiaéreos terrestres o en alta mar.
En 1998, comenzó el programa para el desarrollo de un misil antirradiación para equipar el avión A-1 (AMX) de la FAB, y su primera exportación a Pakistán se completó en 2011 para equipar los cazas JF-17, Mirage III y Mirage V ROSE del país. Sin embargo, notas más recientes sugieren que el programa estaría suspendido.

## Usuarios
Brasil

 Pakistán